# Medieval Times
Medieval Times Dinner and Tournament é uma rede americana de restaurantes/teatros, com apresentações temáticas no estilo medieval, com luta de espadas e justas para toda a família. A principal Medieval Times Entertainment está localizada em Irving, Texas.
Existem dez restaurantes: os nove nos Estados Unidos são construídos como réplicas de castelos do século XI; o décimo em Toronto, Canadá, está localizado dentro do edifício do governo da CNE. Os shows são realizados por um elenco de cerca de 75 atores e 20 cavalos em cada local.

## História

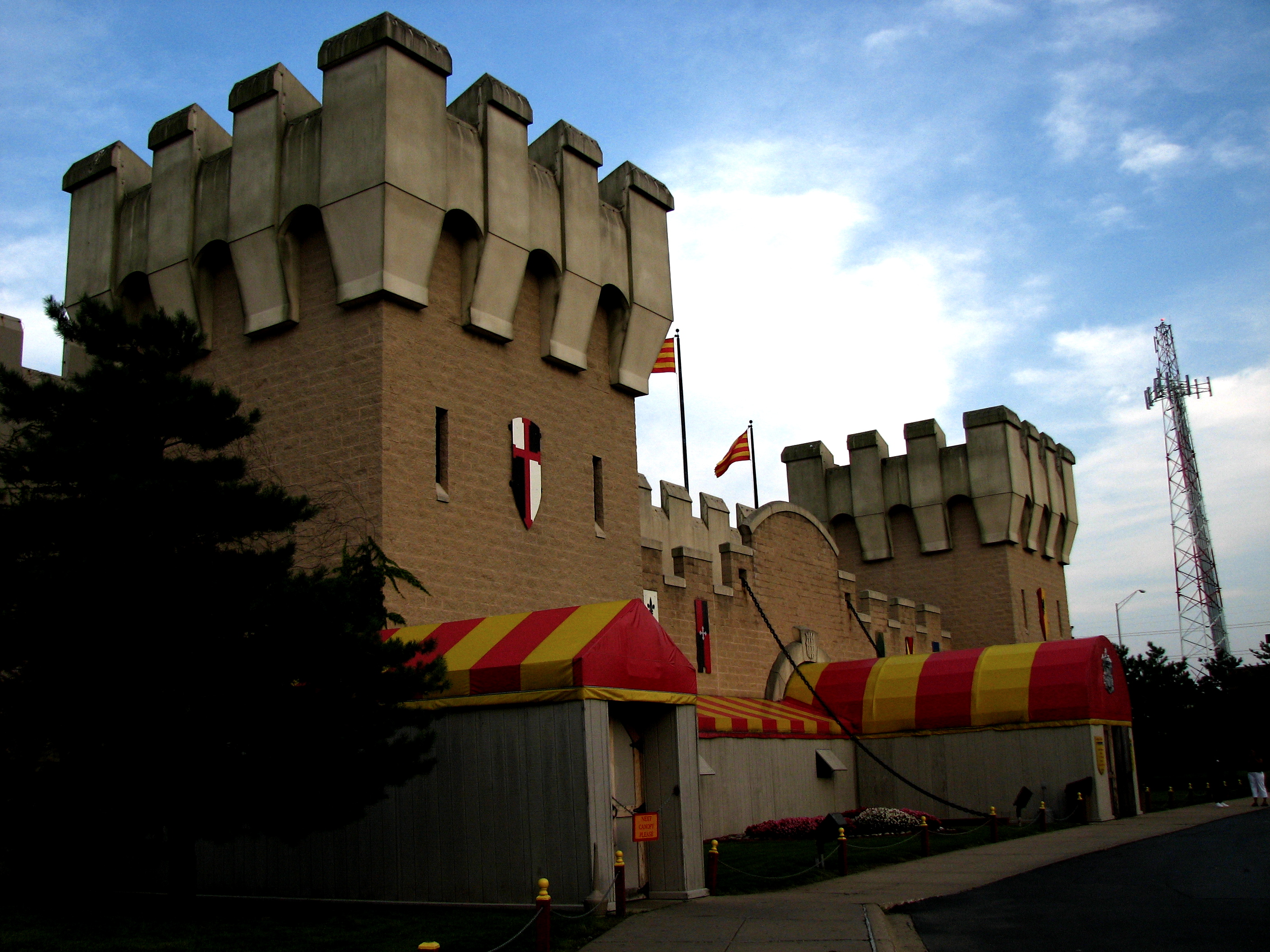
Medieval Times em Chicago, Illinois.

O primeiro local do Medieval Times foi aberto em Orlando, Flórida, em 20 de dezembro de 1983. Em 1989, esse local foi ampliado com uma vila medieval única, não oferecida em outros locais.
O local foi cenário para os filmes The Cable Guy (1996) e Garden State (2004). Ele foi apresentado em episódios de programas de TV, como Friends, Cake Boss, Hell's Kitchen, e The Apprentice.
A empresa emergiu da falência, permitindo que todos os locais existentes continuassem em operação e abrindo mais dois locais medievais até 2006. O décimo e mais recente castelo foi inaugurado em Scottsdale, Arizona, em 2019.

## Show
A partir de 2017, os convidados recebem uma refeição de quatro pratos cronometrada precisamente com a apresentação do torneio. A oferta padrão é pão de alho e sopa de bisque de tomate, meio frango assado, laterais de batata assada com ervas e milho doce com manteiga e uma sobremesa do castelo. Opções veganas e anti-alérgicas também estão disponíveis.
O torneio começa com um show de luzes e a introdução dos seis melhores cavaleiros do reino e de seus condados, representados por suas cores em todo o castelo. Também contam com habilidades coreográficas de hipismo, falcoaria e caráter. Segue-se um enredo com a primeira governante feminina, Dona Maria Isabella, com a presença de cavaleiros, escudeiros, servos e moças no desfile e na competição.
Cavaleiros montados a cavalo competem em jogos, incluindo pegar anéis em uma lança, passar a bandeira e lançar dardos. Combates e lutas a cavalo têm grandes redes para proteger o público das lascas de madeira das lanças e armas voadoras. O vencedor é homenageado como 'Campeão' e 'Defensor do Reino' e escolhe uma dama da platéia para ser a 'Rainha do Amor e da Beleza'.

## Localizações
Estados Unidos
- Orlando, Flórida (inaugurado em 1983)
- Buena Park, Califórnia (1986)
- Lyndhurst, Nova Jersey (1990)
- Chicago, Illinois (1991; no subúrbio de Schaumburg)
- Dallas, Texas (1992)
- Myrtle Beach, Carolina do Sul (1995)
- Baltimore, Maryland (2003; no subúrbio de Hanover)
- Atlanta, Georgia (2006; no subúrbio de Lawrenceville)
- Phoenix, Arizona (2019; no subúrbio de Scottsdale)

Canadá
- Toronto, Ontário (inaugurado em 1993)